# Bowen Becker
Bowen Becker (7 juli 1997) is een Amerikaanse zwemmer. Hij vertegenwoordigde zijn vaderland op de Olympische Zomerspelen 2020 in Tokio.

## Carrière
Bij zijn internationale debuut, tijdens de Olympische Zomerspelen van 2020 in Tokio, veroverde hij samen met Caeleb Dressel, Blake Pieroni en Zach Apple de gouden medaille op de 4×100 meter vrije slag.

## Internationale toernooien
| Jaar | Olympische Spelen | WK langebaan | WK kortebaan   | PanPacs | Pan-Amerikaanse Spelen |
| ---- | ----------------- | ------------ | -------------- | ------- | ---------------------- |
| 2021 | 4×100m vrije slag |              | 13-18 december |         |                        |

## Persoonlijke records
Bijgewerkt tot en met ??
Kortebaan
| Afstand         | Tijd  | Datum            | Plaats    |
| --------------- | ----- | ---------------- | --------- |
| 50m vrije slag  | 21,33 | 20 december 2019 | Las Vegas |
| 100m vrije slag | 47,39 | 21 december 2019 | Las Vegas |

Langebaan
| Afstand         | Tijd  | Datum        | Plaats |
| --------------- | ----- | ------------ | ------ |
| 50m vrije slag  | 21,78 | 20 juni 2021 | Omaha  |
| 100m vrije slag | 48,22 | 17 juni 2021 | Omaha  |